# Sierra Chica (película)
Sierra Chica es una película argentina en blanco y negro dirigida por Julio Irigoyen que se estrenó el 13 de mayo de 1938 y que tuvo como protagonistas a Aparicio Podestá, Totón Podestá y Manolita Poli.

## Sinopsis
Un viejo criollo que está protegiendo a un bandido perseguido le cuenta su historia de cuando estuvo preso en la cárcel de Sierra Chica por matar a su mujer.

## Reparto
- Nelly Edison
- Álvaro Escobar
- Mecha Midón
- Aparicio Podestá
- Totón Podestá
- Manolita Poli
- Arturo Sánchez
- Rodolfo Vismara

## Comentarios
La crónica de La Nación comentó: “La interpretación es en general afectada…se destaca sin embargo Nelly Edison” y Manrupe y Portela opinan que el filme es un “Dramón esquemático en el que sólo se destacan tomas documentales en la cárcel aludida al título. Años después Irigoyen las reciclaría en Su íntimo secreto.”

## Producción
El filme fue producido por Buenos Aires Film, una empresa dirigida por Julio Irigoyen que se caracterizaba por producir filmes clase “C” de muy bajo presupuesto y poca calidad artística, que en general eran historias con los personajes característicos de la ciudad: guapos prostitutas, cantores de tango, jugadores en oscuros cafetines, hipódromos y salones aristocráticos. La mayoría eran películas de gauchos o típicamente porteñas, con tango o con canciones de tierra adentro. Es dificultoso acceder a información sobre esas películas, en primer lugar porque una parte no se estrenó en Buenos Aires sino en las provincias del interior de Argentina y también en otros países de América Latina, en segundo término porque Irigoyen no conservaba los negativos y en tercer lugar por el escaso interés que tenía por ellas la prensa especializada.